# Abuna Yosef
Abuna Yosef (amarico: አቡነ ዮሴፍ) è una montagna dell'Etiopia.

## Descrizione
Abuna Yosef è un importante rilievo nel massiccio di Lasta, alto 4.260 metri, che ne fa la sesta montagna più alta in Etiopia e la diciannovesima più alta dell'Africa. Si trova nella zona di Semien Wollo della regione degli Amara.
Un punto di notevole interesse su questa montagna è la Chiesa di Gennete Maryam, una chiesa monolitica rupestre, che secondo la tradizione è stata scavata durante il regno di Yekuno Amlak.
Notevoli sono anche le quattro chiese costruite all'interno di grotte nella montagna. La più antica e famosa è la chiesa di Yemrehana Krestos, costruita dall'omonimo re della Dinastia Zaguè. Le altre tre chiese sono Emakina Medhane Alem, probabilmente costruita sempre dal re Yekuno Amlak alla fine del XIII secolo, Lidetta Maryam e Zammadu Maryam (probabilmente del XV secolo).
La città di Lalibela, famosa per le sue chiese monolitiche protette dall'UNESCO, sorge ai piedi della montagna.